# Pernštejn (Nedvědice)

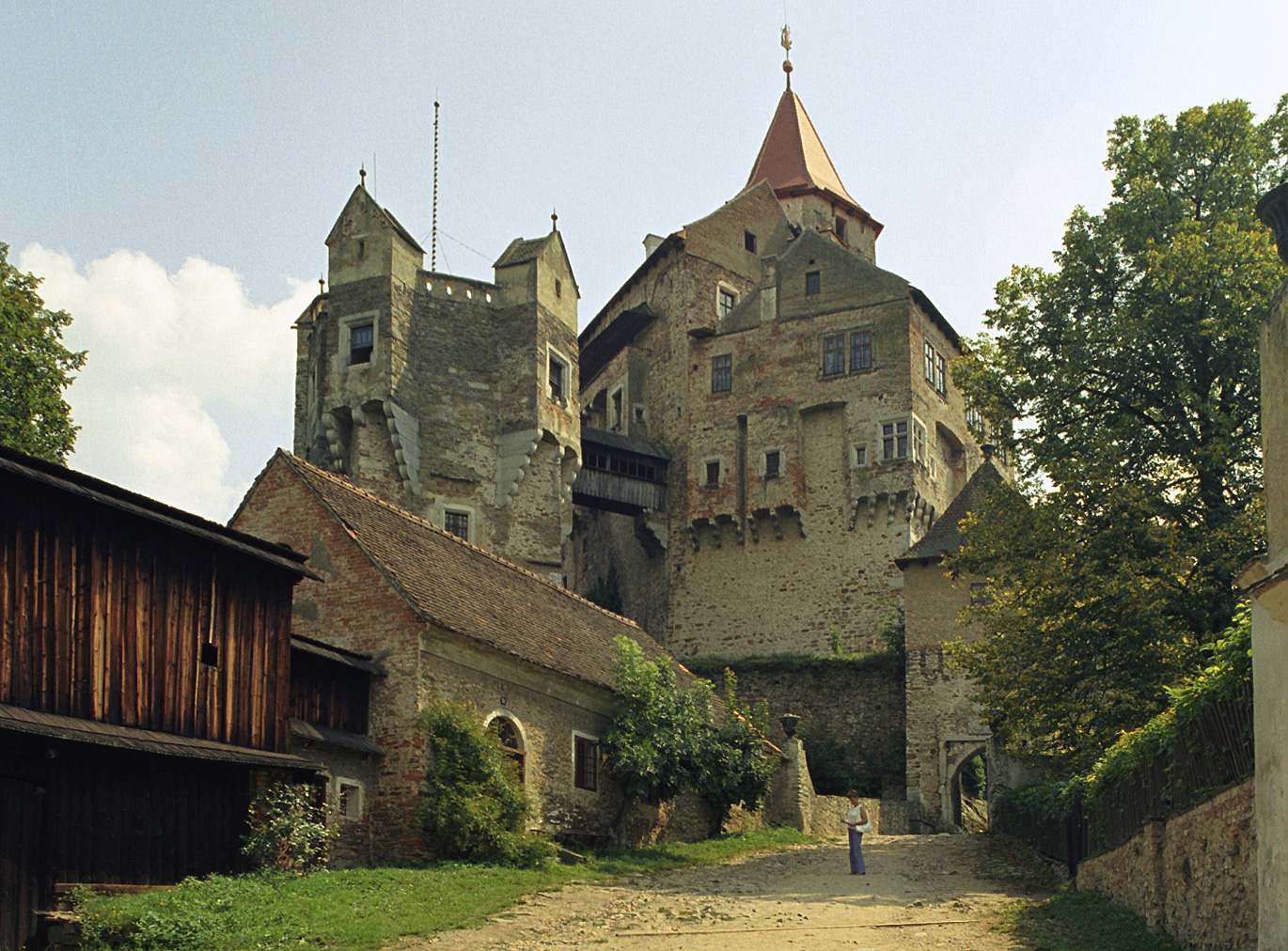
Hrad Pernštejn

Pernštejn je osada, část městyse Nedvědice v okrese Brno-venkov v Jihomoravském kraji. Nachází se v Hornosvratecké vrchovině, v přírodním parku Svratecká hornatina, asi 1,5 km na jihozápad od Nedvědice. Žije zde 50 obyvatel. Katastrální území Pernštejna má rozlohu 1,47 km².

## Geografie
Jádrem místní části je osada nacházející se na levém břehu potoka Nedvědička v jižní části katastru Pernštejn. K místní části však patří i několik domů na východě katastru, které stavebně navazují na jihozápadní okraj intravilánu Nedvědice (katastr Nedvědice pod Pernštejnem).

## Historie
Osada Pernštejn vznikla v 18. století pod stejnojmenným hradem. Od roku 1960 je částí Nedvědice.
K 1. lednu 2005 byla osada Pernštejn, jako součást obce Nedvědice, společně s dalšími 23 obcemi převedena z okresu Žďár nad Sázavou (Kraj Vysočina) do okresu Brno-venkov (Jihomoravský kraj).

## Obyvatelstvo
| Rok            | 1869 | 1880 | 1890 | 1900 | 1910 | 1921 | 1930 | 1950 | 1961 | 1970 | 1980 | 1991 | 2001 | 2011 | 2021 |
| -------------- | ---- | ---- | ---- | ---- | ---- | ---- | ---- | ---- | ---- | ---- | ---- | ---- | ---- | ---- | ---- |
| Počet obyvatel | 232  | 219  | 238  | 214  | 231  | 244  | 169  | 164  | 167  | 157  | 107  | 90   | 67   | 51   | 50   |
| Počet domů     | 41   | 39   | 38   | 39   | 39   | 39   | 37   | 48   | —    | 35   | 33   | 25   | 28   | 30   | 31   |

Vývoj počtu obyvatel

## Pamětihodnosti
- Hrad Pernštejn
- Čínský pavilon je osmiboký, šindelem krytý altán. Roku 1817 jej malíř František Richter zvěčnil na svém obraze hradu. Dnes je ve špatném stavu. V částečně zachovalé výzdobě lze nalézt malby rostlin a ptactva.
- Most přes Nedvědičku – Krytý trámový most přes Nedvědičku pochází z konce 19. století, v roce 1933 byl zrekonstruován. Je 4 metry široký, 12 metrů dlouhý a v každé z bočních stěn se nachází 4 okna. Krytý je šindelem.

## Osobnosti
- Antonín Emil Titl (1809–1882) – kapelník vídeňského Dvorního divadla, autor 300 skladeb
- Drahomíra Vihanová-Valdová – učitelka hudby